# Anadia escalerae
Pour les articles homonymes, voir Escalera.
Espèce
Statut de conservation UICN

 LC  : Préoccupation mineure
Anadia escalerae est une espèce de sauriens de la famille des Gymnophthalmidae.

## Répartition
Cette espèce est présente dans l'État de Bolívar au Venezuela et en Guyana.

## Publication originale
- Myers, Rivas & Jadin, 2009 : New species of lizards from Auyantepui and La Escalera in the Venezuelan Guayana, with notes on "microteiid" hemipenes (Squamata, Gymnophthalmidae). American Museum Novitates, no 3660, p. 1-32 (texte intégral).